# Kanva uralkodók listája
Az alábbi lista a rövid életű indiai Kanva Birodalom uralkodóit tartalmazza.
| Uralkodó   | Uralkodott                     | Neve átírásban | Megjegyzés |
| ---------- | ------------------------------ | -------------- | ---------- |
| Vaszudeva  | király: Kr. e. 72 – †Kr. e. 63 |                |            |
| Bhumimitra | király: Kr. e. 63 – †Kr. e. 52 |                |            |
| Narajana   | király: Kr. e. 49 – †Kr. e. 37 |                |            |
| Szuszarman | király: Kr. e. 37 – †Kr. e. 27 |                |            |